# Liste der Biografien/Bret
Liste der Biografien |
Portal Biografien |
Personensuche
# |
A |
B |
C |
D |
E |
F |
G |
H |
I |
J |
K |
L |
M |
N |
O |
P |
Q |
R |
S |
T |
U |
V |
W |
X |
Y |
Z |
?
 
Ba |
Be |
Bd |
Bg |
Bh |
Bi |
Bj |
Bl |
Bm |
Bn |
Bo |
Br |
Bs |
Bu |
Bw |
By |
Bz
 
Bra |
Brc |
Brd |
Bre |
Brg |
Bri |
Brj |
Brk |
Brl |
Brn |
Bro |
Brp–Brt |
Bru |
Brv |
Bry |
Brz
 
Brea |
Breb |
Brec |
Bred |
Bree |
Bref |
Breg |
Breh |
Brei |
Brej |
Brek |
Brel |
Brem |
Bren |
Breo |
Brep |
Breq |
Brer |
Bres |
Bret |
Breu |
Brev |
Brew |
Brex |
Brey |
Brez
Die Liste der Biografien führt alle Personen auf, die in der deutschsprachigen Wikipedia einen Artikel haben. Dieses ist eine Teilliste mit 172 Einträgen von Personen, deren Namen mit den Buchstaben „Bret“ beginnt.

## Bret
- Bret, Anaïs (* 1980), französische Schauspielerin
- Bret, Gustave (1875–1969), französischer Organist, Komponist und Musikkritiker
- Bret, Julien (* 1974), französischer Organist und Komponist

### Breta
- Bretagne, Gilles de (1425–1450), Angehöriger der bretonischen Herzogsfamilie
- Bretagne, Pierre (1881–1962), französischer Jurist und Komponist
- Bretan, Nicolae (1887–1968), rumänischer Komponist, Opernsänger (Bariton), Regisseur und Musikschriftsteller
- Bretas, Sotirios (* 1990), griechischer Radsportler

### Brete
- Bretécher, Claire (1940–2020), französische Zeichnerin und AutorinClaire Bretécher (1940–2020)

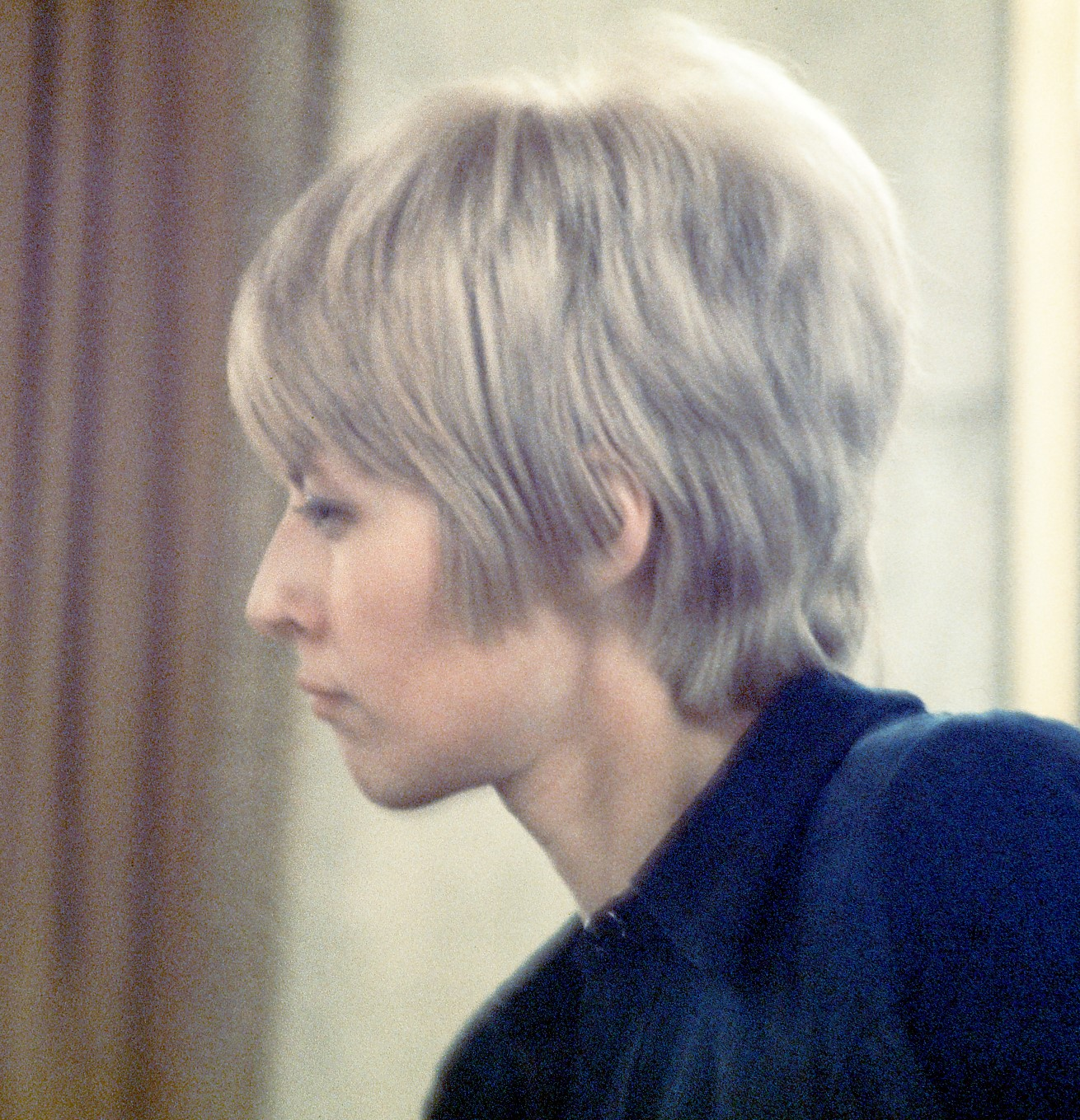
Claire Bretécher (1940–2020)

- Bretel, Jacques, französischer Troubadour
- Breteler, Monique (* 1961), niederländische Neuroepidemiologin
- Breternitz, Harald (* 1954), deutscher Fußballspieler (DDR)
- Breteuil, Claude Le Tonnelier de (1644–1698), französischer Geistlicher, Bischof von Boulogne
- Breteuil, Louis Auguste Le Tonnelier de (1730–1807), französischer Diplomat

### Bretf
- Bretfeld zu Kronenburg, Emanuel von (1774–1840), böhmischer Offizier
- Bretfeld, Joseph von (1729–1820), böhmischer Adliger und Jurist
- Bretfeld-Chlumczansky, Franz Joseph von (1777–1839), böhmischer Adliger und Historiker

### Breth
- Breth, Andrea (* 1952), deutsche Theater- und Opernregisseurin
- Breth, Herbert (1913–2006), deutscher Bauingenieur
- Breth, Ralf Andreas (* 1954), deutscher Diplomat
- Brethauer, Karl (1906–1992), deutscher Germanist
- Brethauer, Luis (* 1992), deutscher BMX-Radsportler
- Bretherton, David (1924–2000), US-amerikanischer Filmeditor
- Bretholz, Berthold (1862–1936), Landeshistoriker von Mähren und Direktor des Landesarchivs in Brünn
- Bretholz, Wolfgang (1904–1969), deutsch-schweizerischer Journalist

### Breti
- Brétigny, Sandrine (* 1984), französische Fußballspielerin
- Břetislav I. († 1055), böhmischer Fürst; Herrscher über das böhmische Fürstentum PragBřetislav I. († 1055)

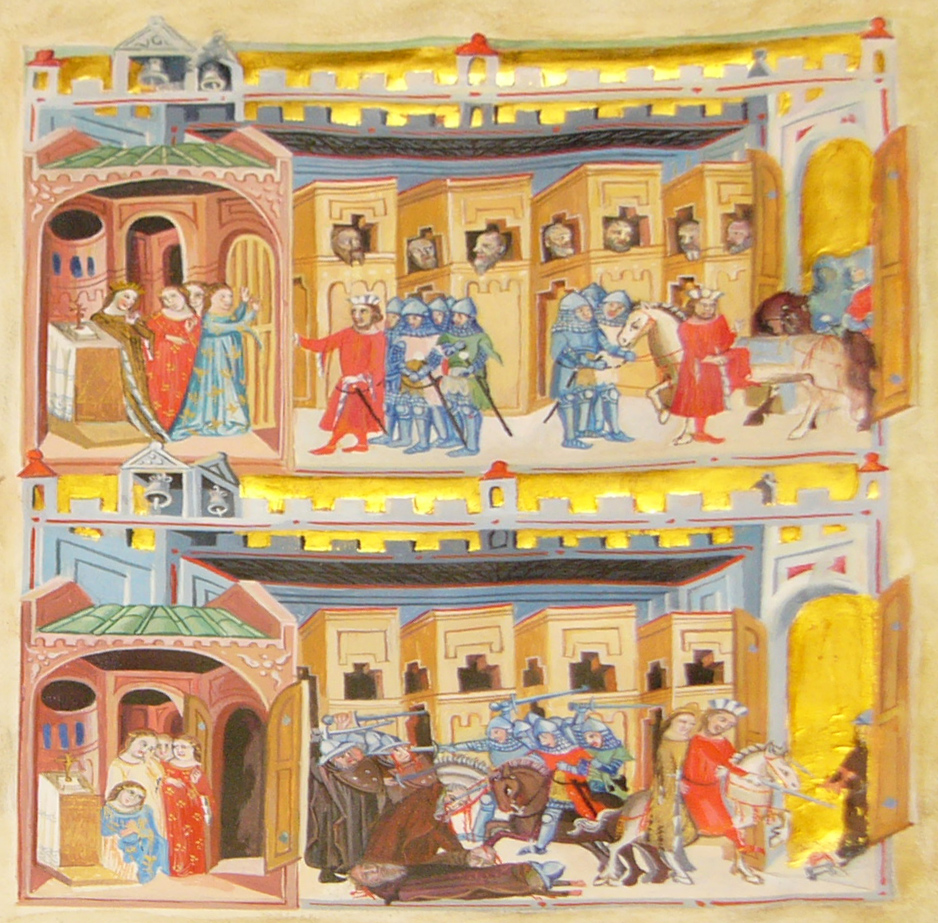
Břetislav I. († 1055)

- Břetislav II. († 1100), Fürst von Böhmen

### Bretk
- Bretke, Johannes (1536–1602), evangelischer Pastor in Klein-Litauen und Förderer der Litauischen Sprache

### Bretn
- Bretnall, George (1895–1974), US-amerikanischer Sprinter
- Bretnor, Reginald (1911–1992), US-amerikanischer Science-Fiction-Schriftsteller

### Breto
- Bretón Martínez, Freddy Antonio de Jesús (* 1947), dominikanischer Geistlicher, emeritierter römisch-katholischer Erzbischof von Santiago de los Caballeros
- Breton, Adela (1849–1923), englische Archäologische Künstlerin und Entdeckerin
- Breton, André (1896–1966), französischer Dichter, Schriftsteller und Theoretiker des SurrealismusAndré Breton (1896–1966)

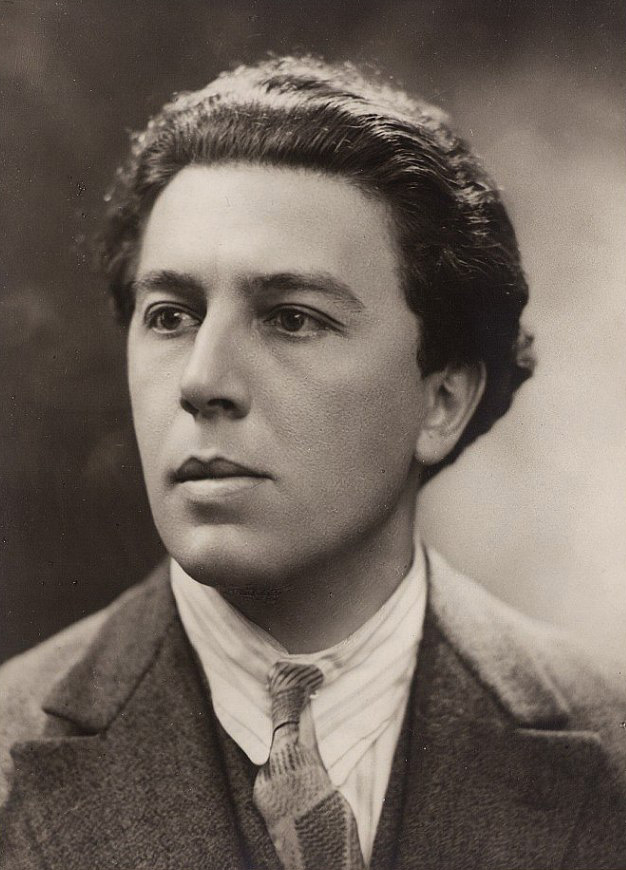
André Breton (1896–1966)

- Bretón, Carlos, mexikanischer Fußballspieler
- Breton, Claire (* 1985), französische Biathletin
- Breton, Jules (1827–1906), französischer Maler
- Breton, Léon (1861–1940), französischer Radsportfunktionär und Unternehmer
- Breton, Marielle (* 1965), französische Fußballspielerin
- Breton, Nicholas, englischer Dichter
- Breton, Philippe (1936–2020), französischer Geistlicher und römisch-katholischer Bischof von Aire und Dax
- Breton, Rachel (* 1990), US-amerikanische Fußballspielerin
- Breton, Raymond (1609–1679), französischer Dominikaner, Missionar und Linguist
- Breton, Simone (1897–1980), französische Frauenrechtlerin und Galeristin
- Breton, Thierry (* 1955), französischer Beamter und Politiker
- Bretón, Tomás (1850–1923), spanischer Komponist
- Breton, Xavier (* 1962), französischer Politiker, Mitglied der Nationalversammlung
- Bretonnayau, René, französischer Arzt und Dichter
- Bretonneau, Pierre Fidèle (1778–1862), französischer Arzt

### Brets
- Bretscher, Christian (* 1963), Schweizer Politiker (FDP)
- Bretscher, Daniel (* 1984), US-amerikanischer Triathlet
- Bretscher, Egon (1901–1973), Schweizer Kernphysiker und Chemiker
- Bretscher, Karl (1883–1966), Schweizer Elektroingenieur und Manager
- Bretscher, Otto (1911–2000), Schweizer Politiker (BGB/SVP)
- Bretscher, Robert (* 1953), Schweizer Turner
- Bretscher, Willy (1897–1992), Schweizer Journalist
- Bretscher-Coschignano, Marco (* 1988), deutscher Schauspieler
- Bretschger, Lucas (* 1958), schweizerisch-französischer Ökonom
- Bretschneider, Alban (1868–1939), deutscher Politiker (SPD), MdL
- Bretschneider, Andreas (* 1989), deutscher KunstturnerAndreas Bretschneider (* 1989)

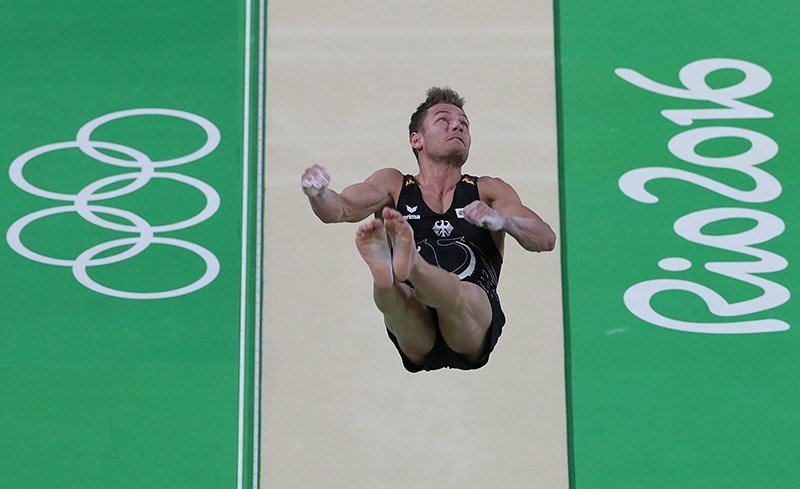
Andreas Bretschneider (* 1989)

- Bretschneider, Anneliese (1898–1984), deutsche Sprachwissenschaftlerin
- Bretschneider, Arthur (1886–1949), deutscher liberaler Politiker (FVP, DDP, DStP, LDPD)
- Bretschneider, Carl Anton (1808–1878), deutscher Mathematiker und Jurist
- Bretschneider, Emil (1833–1901), russischer Gesandtschaftsarzt, Sinologe, Geograph und Erforscher der chinesischen Botanik
- Bretschneider, Erich, deutscher Kunsthändler in Leipzig
- Bretschneider, Ferdinand (1794–1858), deutscher Tischlermeister und Politiker, MdL
- Bretschneider, Frank (* 1956), deutscher Musiker und Videokünstler
- Bretschneider, Franz (1866–1950), österreichischer Politiker
- Bretschneider, Friedrich (1821–1878), deutscher Kupferstecher, Radierer und Zeichenlehrer
- Bretschneider, Friedrich (1884–1952), deutscher Politiker (DVP)
- Bretschneider, Friedrich August (1805–1863), deutscher Bäckermeister und Stifter
- Bretschneider, Friedrich von (1770–1846), österreichischer Feldmarschalleutnant und Stadtkommandant von Hamburg
- Bretschneider, Georg (1901–1995), deutscher Jurist und Vizepräsident des Bundesrechnungshofs
- Bretschneider, Gunar (* 1974), deutscher Biathlet
- Bretschneider, Gustav (1859–1933), deutscher Unternehmer
- Bretschneider, Gustav Alois (1850–1912), deutscher Fabrikant von Eisenkonstruktionen
- Bretschneider, Gusti (1908–2001), österreichische Schriftstellerin
- Bretschneider, Hans-Jürgen (1922–1993), deutscher Mediziner
- Bretschneider, Harald (* 1942), deutscher evangelischer PfarrerHarald Bretschneider (* 1942)

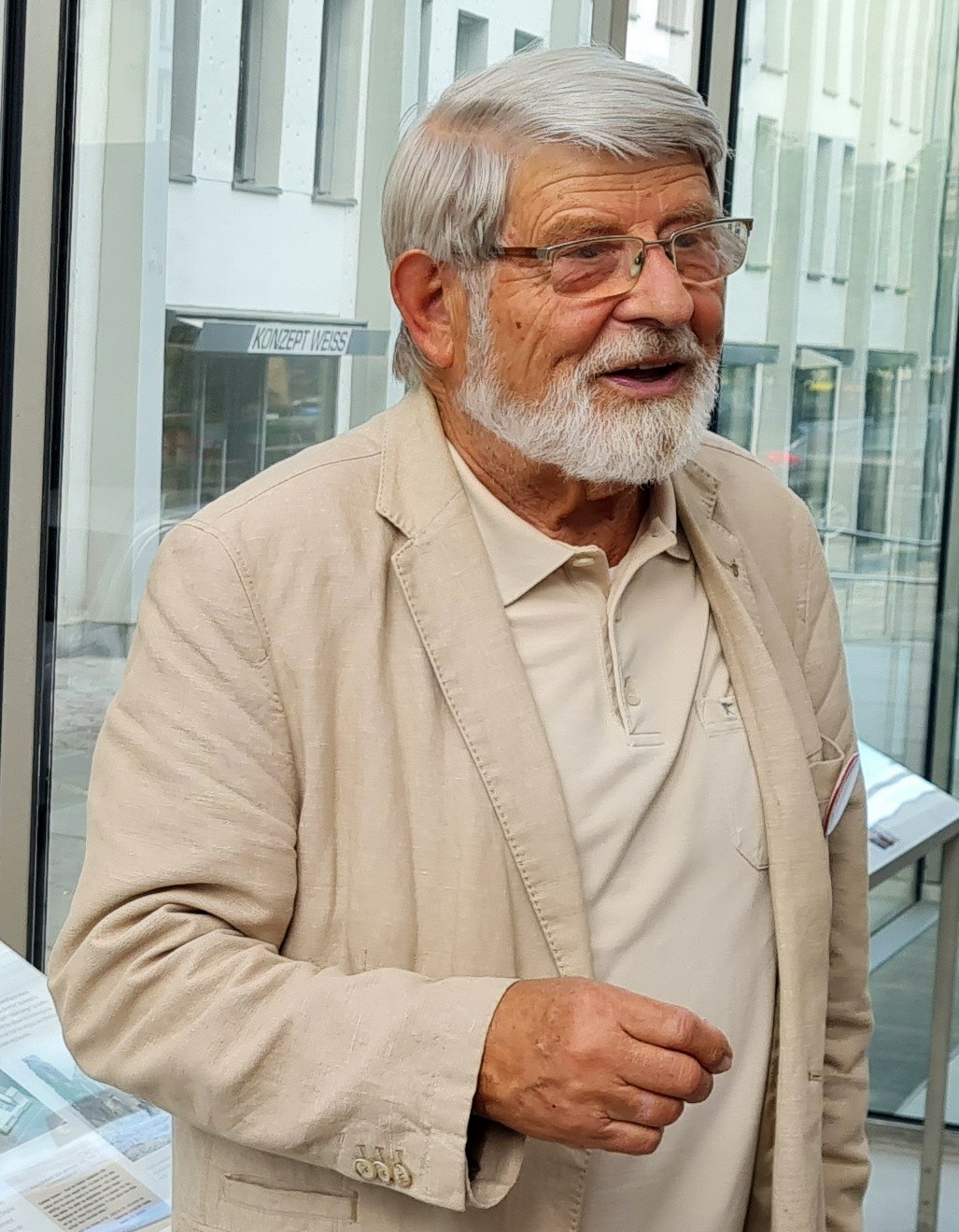
Harald Bretschneider (* 1942)

- Bretschneider, Hein (1904–1944), deutscher kommunistischer Widerstandskämpfer gegen den Nationalsozialismus
- Bretschneider, Heinrich Gottfried von (1739–1810), deutscher Offizier, Bibliothekar, Kunstsammler und Schriftsteller
- Bretschneider, Hugo (1909–1964), deutscher Politiker (CDU), MdL
- Bretschneider, Johann Michael (1680–1729), deutscher Maler des Barok
- Bretschneider, Karl Gottlieb (1776–1848), evangelischer Theologe
- Bretschneider, Ludwig August (1860–1929), österreichischer Politiker (SDAP), Landtagsabgeordneter, Abgeordneter zum Nationalrat
- Bretschneider, Marie Julie (* 1998), deutsche Schauspielerin
- Bretschneider, Martin (* 1974), deutscher Schauspieler
- Bretschneider, Max (1872–1950), deutscher Buchhändler und Verleger in Rom
- Bretschneider, Niko (* 1999), deutscher Fußballspieler
- Bretschneider, Paul (1843–1886), deutscher Lehrer und Autor
- Bretschneider, Paul (1872–1939), deutscher Ingenieur
- Bretschneider, Rainer (* 1948), deutscher Politiker, Staatssekretär in Brandenburg
- Bretschneider, Rudolf (* 1944), österreichischer Sozialforscher und Publizist
- Bretschneider, Sylvia (1960–2019), deutsche Politikerin (SPD), MdLSylvia Bretschneider (1960–2019)

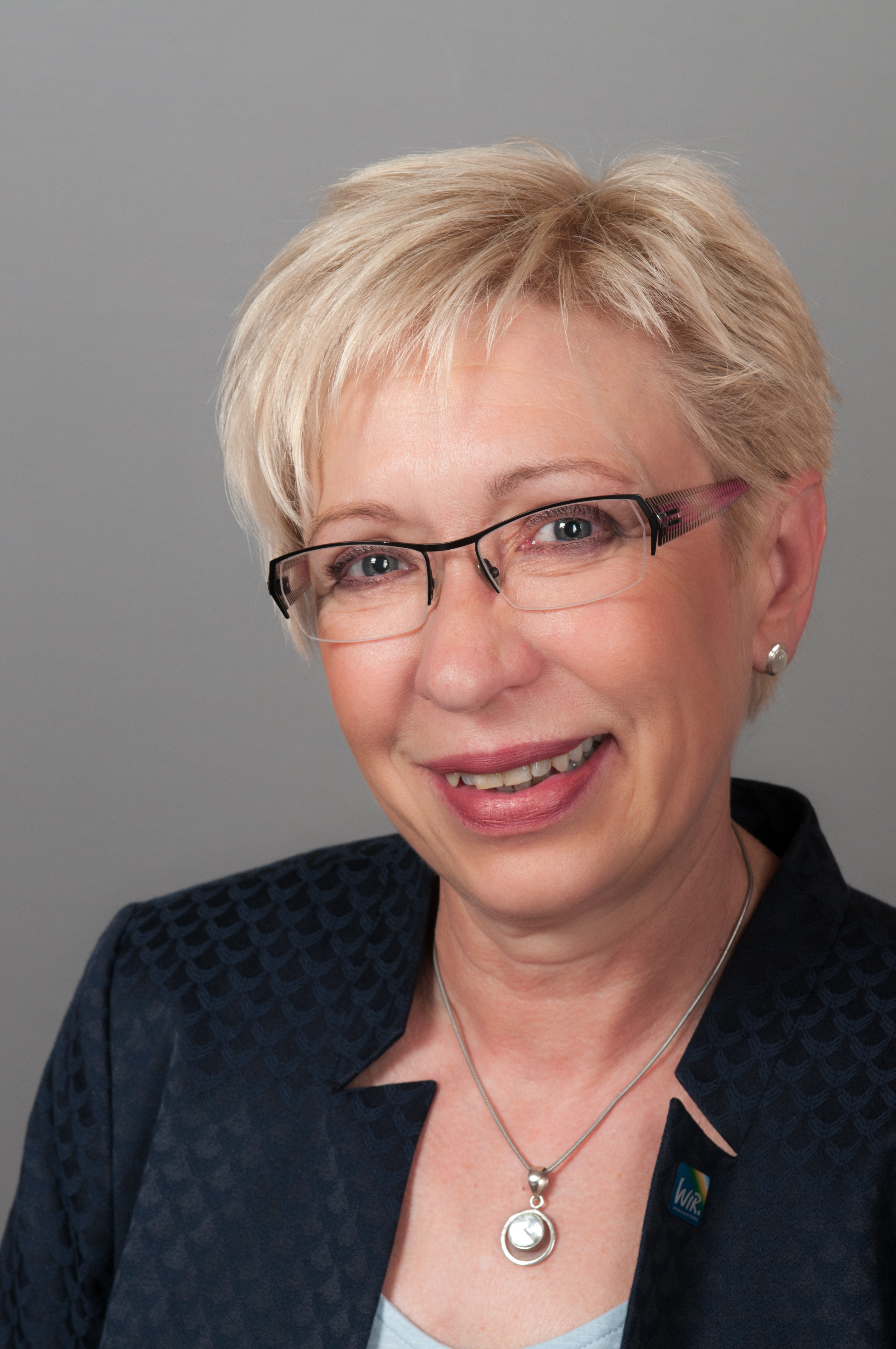
Sylvia Bretschneider (1960–2019)

- Bretschneider, Ulrike (* 1953), deutsche Politikerin (PDS), MdL
- Bretschneider, Uta (* 1985), deutsche Ethnologin und Museumsdirektorin
- Bretschneider, Volkmar (* 1930), deutscher Porzellanmaler
- Bretschneider, Wolfgang (1941–2021), deutscher Organist und Musik- und Liturgiewissenschaftler

### Brett
- Brett, Brian (1950–2024), kanadischer Schriftsteller, Lyriker und Hochschullehrer
- Brett, Dorothy (1883–1977), britisch-US-amerikanische Malerin
- Brett, Helmut-Wolfgang (* 1949), deutscher Diplomat und Historiker
- Brett, Henry (1843–1927), neuseeländischer Journalist, Zeitungsbesitzer, Verleger, Schriftsteller und Politiker
- Brett, Jacob (1808–1898), britischer Nachrichtentechniker
- Brett, Jeremy (1933–1995), britischer Schauspieler
- Brett, John Watkins (1805–1863), englischer Ingenieur
- Brett, Jonathan (* 1949), US-amerikanischer Drehbuchautor und Filmproduzent
- Brett, Judith (* 1949), australische Politikwissenschaftlerin
- Brett, Justin, britischer Schauspieler in Theater, Film und Fernsehen
- Brett, Laurel (* 1951), US-amerikanische Literaturwissenschaftlerin und Schriftstellerin
- Brett, Lily (* 1946), australisch-amerikanische SchriftstellerinLily Brett (* 1946)

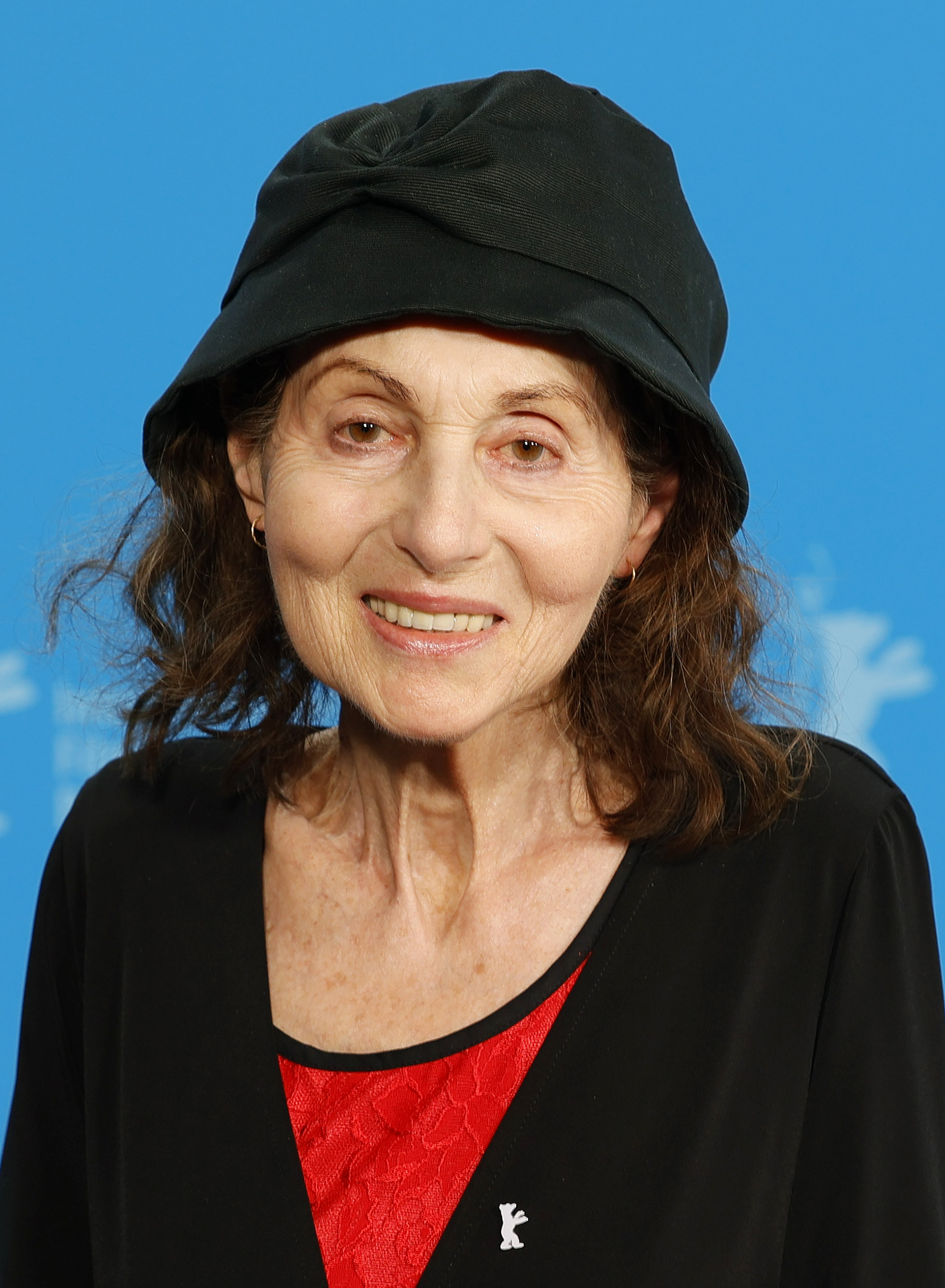
Lily Brett (* 1946)

- Brett, Olivia (* 2001), neuseeländische Rennkanutin
- Brett, Peter V. (* 1973), US-amerikanischer Autor von FantasyromanenPeter V. Brett (* 1973)

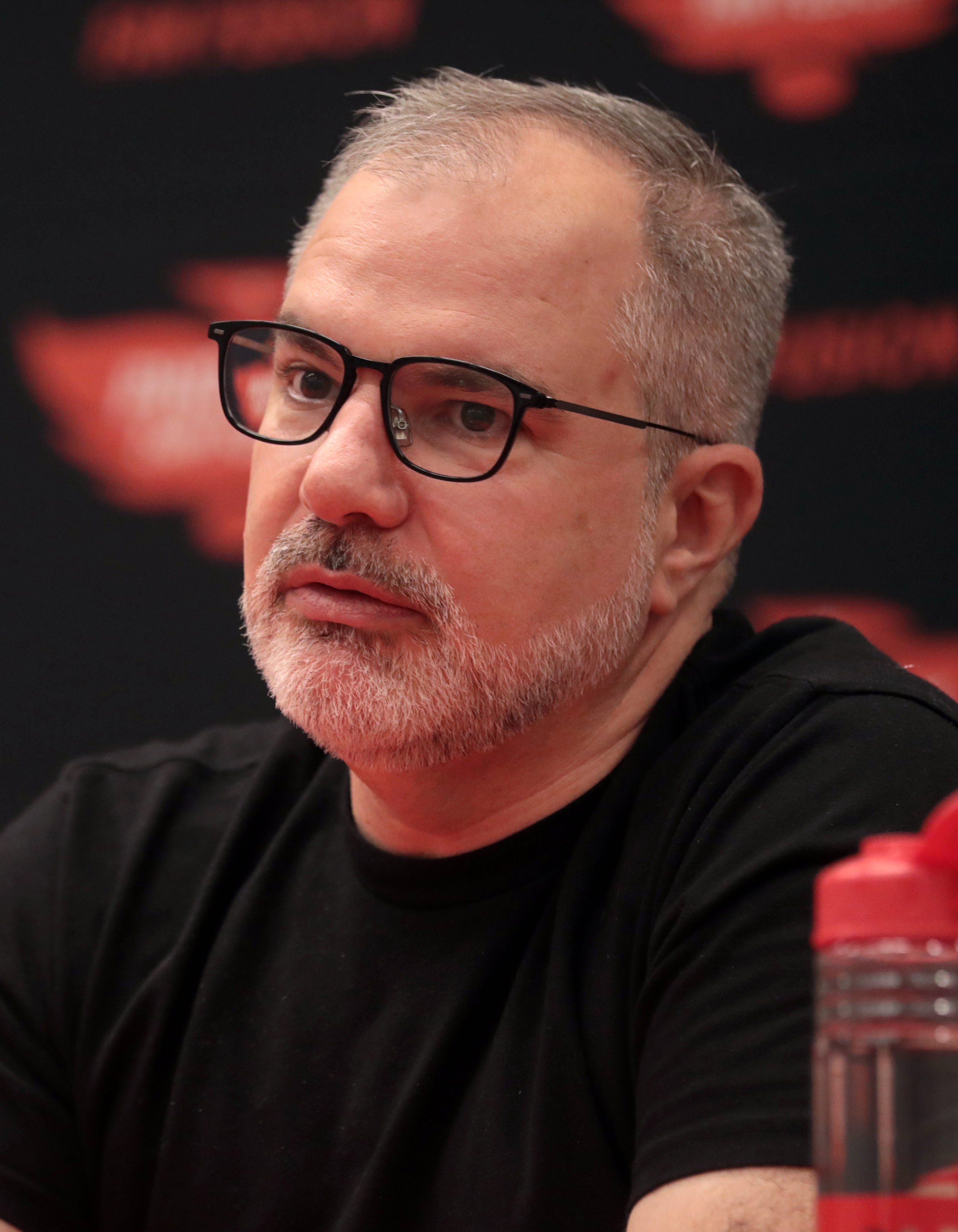
Peter V. Brett (* 1973)

- Brett, Reginald, 2. Viscount Esher (1852–1930), britischer Historiker, Politiker, Mitglied des House of Commons und Gouverneur von Windsor Castle
- Brett, Robert G. (1851–1929), kanadischer Politiker
- Brett, Simon (* 1945), englischer Krimiautor
- Brett, Stephen (* 1985), neuseeländischer Rugbyspieler
- Brett, William Henry (1818–1886), englischer Missionar in Britisch-Guayana
- Brett, William, 1. Viscount Esher (1815–1899), britischer Jurist, Richter und Politiker der Conservative Party
- Brett, William, Baron Brett (1942–2012), britischer Politiker (Labour) und Wirtschaftsmanager
- Brettar, Karl (1889–1975), deutscher Politiker (SPD, SPS), MdL Saarland
- Brettauer, Erwin O. (1884–1973), deutscher Bankier, Filmmanager und Filmfinanzier
- Brettauer, Joseph (1835–1905), österreichischer Mediziner und Numismatiker
- Bretteau, französischer Schauspieler
- Brettel, Colette (1902–1973), englische Schauspielerin
- Brettel, Hauke (* 1970), deutscher Mediziner, Jurist und Kriminologe
- Brettel, Malte (* 1967), deutscher Wirtschaftswissenschaftler
- Bretten, Georg Friederich von (1610–1674), deutscher Jurist
- Bretter, Gusti (1896–1946), österreichische Pädagogin, Journalistin und Archivarin
- Bretterbauer, Gilbert (* 1957), österreichischer Textilkünstler
- Bretterbauer, Kurt (1929–2009), österreichischer Geodät
- Bretteville, Jean-Louis (1905–1956), norwegischer Fußballspieler
- Brettfeld, Katrin (* 1966), deutsche Rechtswissenschaftlerin, Psychologin und Kriminologin
- Bretthauer, Albert, deutscher Gewerkschafter
- Bretthauer, Georg (* 1946), deutscher Ingenieur und Hochschullehrer
- Bretthauer, Horst († 1994), deutscher Handballspieler und Jurist
- Bretthauer, Rudolf (1882–1941), deutscher Pädagoge und Politiker (DDP, DStP), MdL
- Bretthorst, Heinrich (1883–1962), deutscher Politiker (SPD, SED)
- Bretti, Jaime (* 1978), chilenischer Radrennfahrer
- Bretting, Kurt (1892–1918), deutscher Schwimmer (Freistil)
- Brettingham Smith, Jolyon (1949–2008), britischer Moderator und Komponist
- Brettingham, Matthew (1699–1769), britischer Architekt
- Brettingham, Matthew der Jüngere (1725–1803), britischer Architekt und Kunstagent
- Brettle, Emil (1877–1945), deutscher Oberreichsanwalt des Deutschen Reichs im Nationalsozialismus
- Brettler, Marc Zvi (* 1958), US-amerikanischer Judaist und Hochschullehrer
- Brettner, Albert (1928–1987), deutscher Benediktiner und Abt
- Brettner, Friedrich (* 1935), österreichischer Chronist und AutorFriedrich Brettner (* 1935)

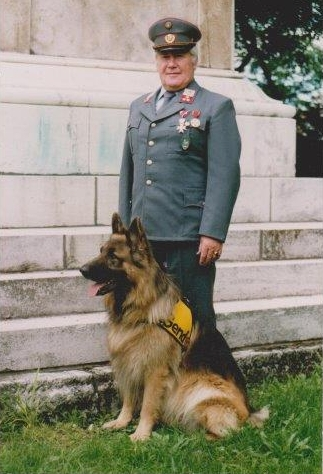
Friedrich Brettner (* 1935)

- Brettner, Michael (* 1975), deutscher Gitarrist, Sounddesigner, Komponist und Produzent
- Bretton, Raphael (1920–2011), französischer Szenenbildner
- Bretton, Sally (* 1980), britische Schauspielerin
- Brettreich, Friedrich von (1858–1938), deutscher Jurist und Politiker
- Brettschneider, Andreas (* 1974), deutschsprachiger Schriftsteller
- Brettschneider, Evert (* 1951), deutscher Gitarrist
- Brettschneider, Frank (* 1965), deutscher Politikwissenschaftler
- Brettschneider, Friedrich (1794–1856), deutscher Kaufmann sowie Königlich Hannoverscher Hof-Damast-, Drell- und Leinen-Fabrikant
- Brettschneider, Merete (* 1974), deutsche Schauspielerin und Sprecherin
- Brettschneider, Nika (1951–2018), österreichische Schauspielerin, Regisseurin und Theaterleiterin
- Brettschneider, Wolf-Dietrich (* 1943), deutscher Sportwissenschaftler
- Brettschuh, Gerald (* 1941), österreichischer Maler und Grafiker

### Bretz
- Bretz, Edwin (* 1921), deutscher Fußballspieler des 1. FC Kaiserslautern (FCK)
- Bretz, Gábor (* 1974), ungarischer Opernsänger der Stimmlage Bass
- Bretz, George (1880–1956), kanadischer Lacrossespieler
- Bretz, Greg (* 1990), US-amerikanischer Snowboarder
- Bretz, J Harlen (1882–1981), US-amerikanischer Geologe
- Bretz, John L. (1852–1920), US-amerikanischer Politiker
- Bretz, Julius (1870–1953), deutscher Landschaftsmaler und Lithograf
- Bretz, Steeven (* 1976), deutscher Politiker (CDU), MdL
- Bretzel, Nicolas (* 1999), deutscher BasketballspielerNicolas Bretzel (* 1999)

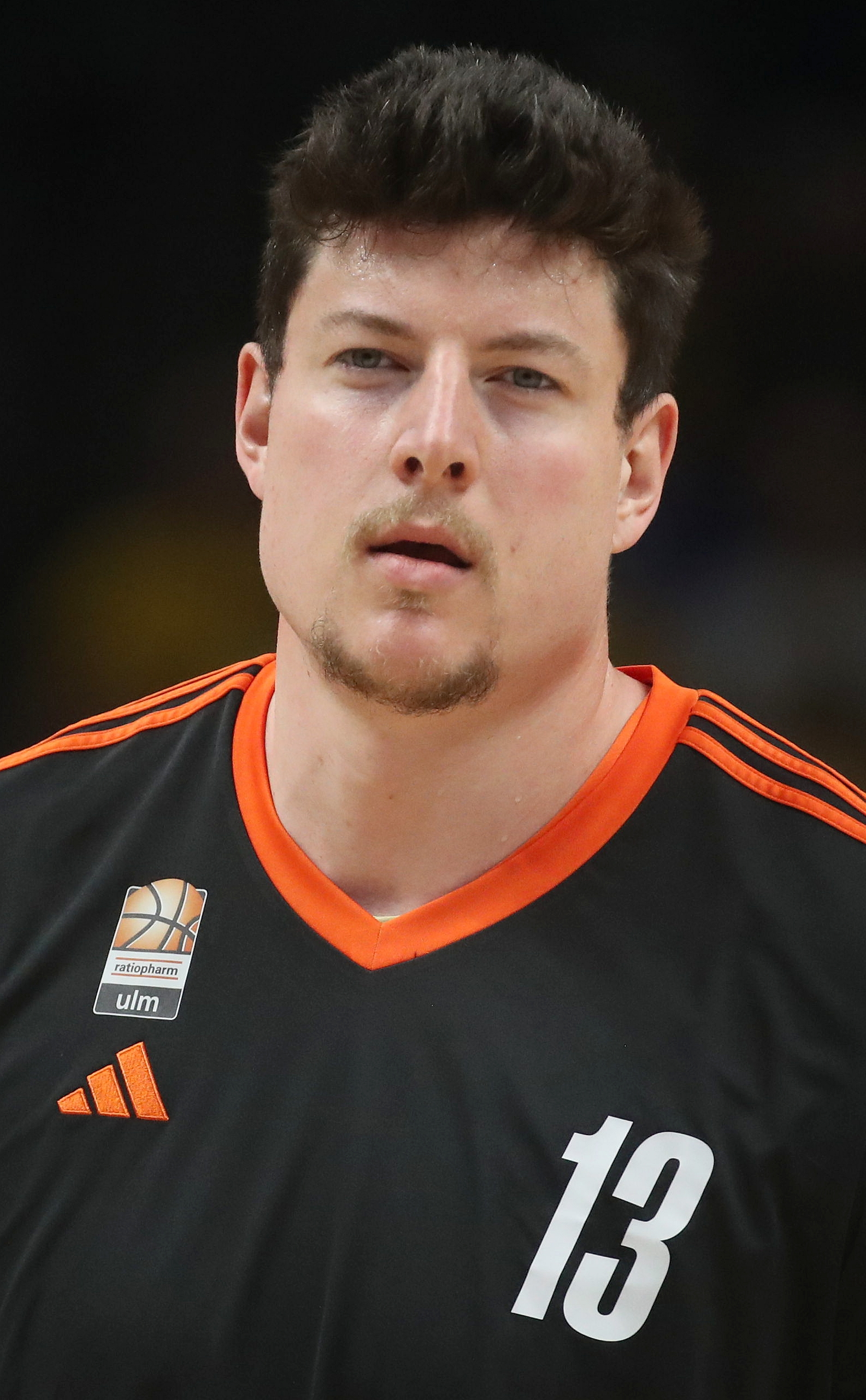
Nicolas Bretzel (* 1999)

- Bretzel, Reinhard G. (* 1946), deutscher Internist, Endokrinologe, Diabetologe und Hochschullehrer
- Bretzenheim, Friederike von (1771–1816), Fürstäbtissin des Kanonissenstifts Lindau
- Bretzigheimer, Gerlinde (* 1943), deutsch-schweizerische Klassische Philologin, Literaturwissenschaftlerin und Gymnasiallehrerin
- Bretzinger, Jürgen (* 1954), deutscher Filmregisseur und Drehbuchautor
- Bretzke, Wolf-Rüdiger (1944–2022), deutscher Logistikwissenschaftler
- Bretzner, Christoph Friedrich (1748–1807), deutscher Lustspieldichter